# Казе Андрони (Напуљ)
Казе Андрони је насеље у Италији у округу Напуљ, региону Кампанија.
Према процени из 2011. у насељу је живело 275 становника. Насеље се налази на надморској висини од 30 м.